# Экономика Лондона

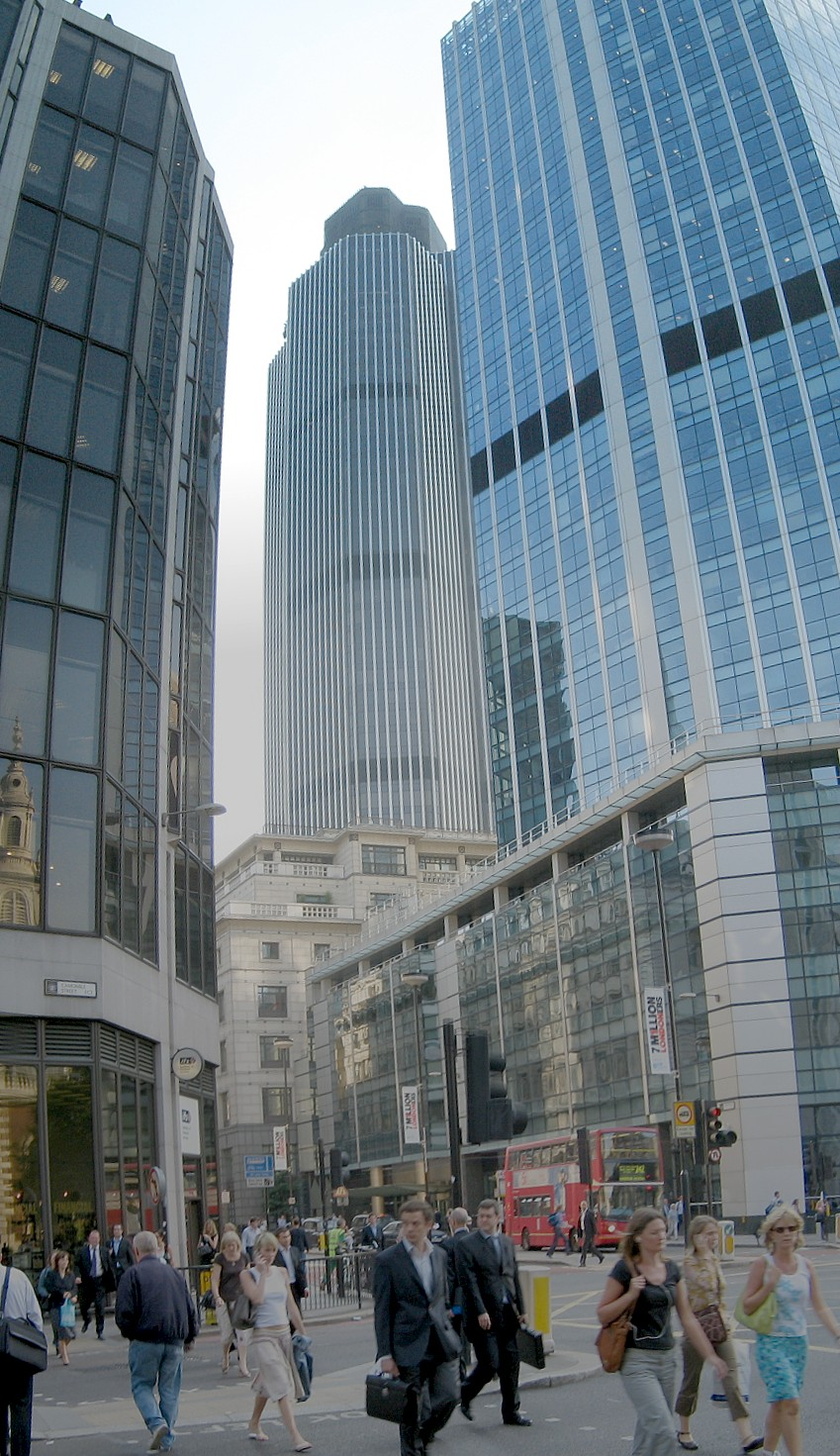
Бишопгейт в Лондонском Сити

Лондон является ведущим финансовым центром международного бизнеса и торговли и, наряду с Нью-Йорком и Токио представляет собой один из трёх «центров управления» глобальной мировой экономикой.
Лондонская экономика занимает шестое место в мире после Токио, Нью-Йорка, Лос-Анджелеса, Чикаго и Парижа. Представляя собой второй в Европе город по уровню экономического развития, Лондон производит порядка 20 % всего валового внутреннего продукта Великобритании с показателем 446 млрд долларов США в 2005 году, а экономика Лондонской агломерации составляет около 30 % всего ВВП страны или около 669 млрд долларов США по данным статистической отчётности за 2005 год.
Экономика Лондона вышла на лидирующие позиции в Европе раньше остальных европейских городов и претерпела бурное развитие после окончания Второй мировой войны. Среди основных факторов, повлиявших на формирование Лондона в качестве глобального бизнес-центра, можно назвать следующие:
- английский язык является широко распространённым языком общения в мире и одним из основных международных языков мирового бизнес-сообщества;
- Лондон — исторический центр Британской империи;
- сложившиеся тесные отношения сотрудничества во всех сферах с США и странами Азиатского региона;
- расположение в центральном часовом поясе, что позволяет играть роль так называемого моста между американскими и азиатскими финансовыми рынками;
- в юридических отношениях международного бизнеса главным образом используются нормы и положения английского права;
- в стране относительно низкие налоговые ставки, особенно для иностранцев. Резервы иностранной валюты нерезидентов не подлежат налогообложению в Великобритании.
- мягкие условия для работы бизнеса (например, местное самоуправление Лондонского Сити избирается не постоянными жителями района, а бизнес-сообществом);
- хорошо развитая транспортная инфраструктура, особенно в области авиационных перевозок;
- экономика города практически не регулируется государством.

В настоящее время более 85 % (более 3,2 млн человек) от всей численности работающего населения Большого Лондона занято в сфере услуг, остальные 0,5 млн человек работают в обрабатывающей промышленности и строительстве, примерно по 250 тысяч человек в каждой отрасли.
В Лондоне существуют пять главных деловых районов: Сити, Вестминстер, Канари Ворф, Камден и Ислингтон, Ламбет и Саутварк. Одним из показателей уровня деловой активности этих районов может служить общая площадь арендуемых офисных помещений, в 2001 году эта цифра составляла 26 721 000 квадратных метров.
| Деловой район      | Площадь офисных помещений (м²) | Основные виды деятельности                                                             |
| ------------------ | ------------------------------ | -------------------------------------------------------------------------------------- |
| Лондонский Сити    | 7 740 000                      | финансы, брокерские и юридические услуги, страхование                                  |
| Вестминстер        | 5 780 000                      | головные офисы (штаб-квартиры), недвижимость, банковская сфера, хедж-фонды, управление |
| Камден и Ислингтон | 2 294 000                      | творческие сферы, финансы, дизайн, искусство, мода, архитектура                        |
| Канари Ворф        | 2 120 000                      | банковская сфера, медиа-сфера, юридические услуги                                      |
| Ламбет и Саутварк  | 1 780 000                      | бухгалтерские услуги, консультации, местное самоуправление                             |

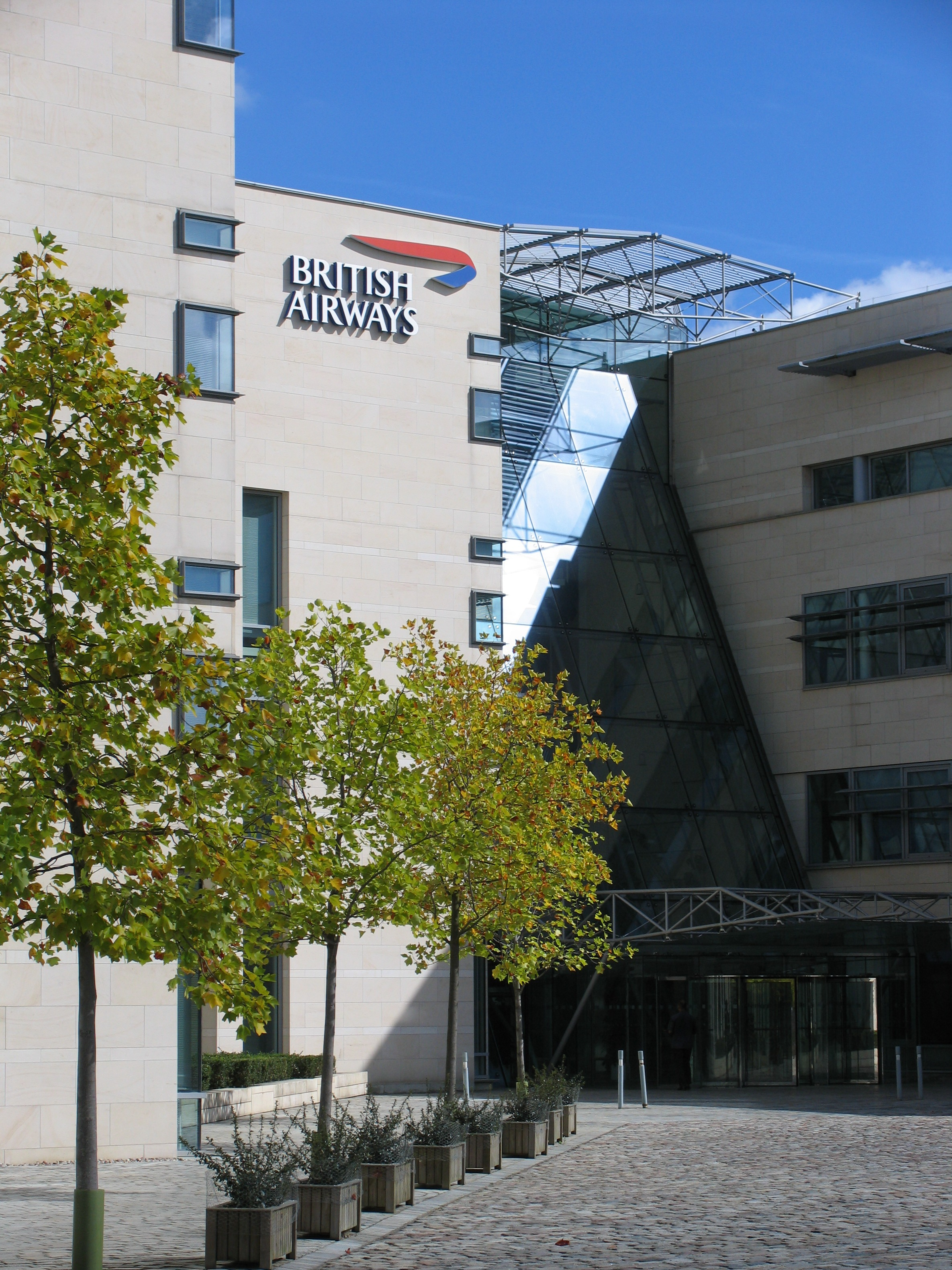
Уотерсайд — штаб-квартира авиакомпании British Airways

Ещё одним немаловажным показателем степени концентрации бизнеса в Лондоне является стоимость аренды офисных помещений. В данное время самая высокая стоимость аренды помещений в районах Мэйфэр и Сент-Джеймс, составляющая около 1000 фунтов стерлингов в год.

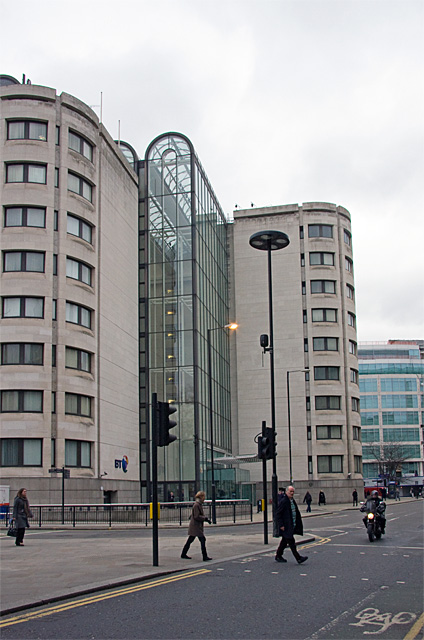
BT-Centre — штаб-квартира корпорации BT Group, Лондонский Сити

Крупнейшей отраслью бизнеса в Лондоне является финансовые операции и финансовые сделки. Лондонский Сити представляет собой сосредоточение множества банков, брокерских контор, страховых, юридических и бухгалтерских фирм. Во втором по масштабу районе Канари Ворф, находящемся в восточной части города, расположены штаб-квартиры корпораций HSBC, Reuters, Barclays и большого числа всемирно известных юридических фирм. По состоянию на 2005 год в Лондоне совершалось около 31 % всех сделок по операциям с валютными ресурсами (753 млрд долларов США) — больше, чем например на валютных биржах Нью-Йорка, а объёмы валютных операций с единой европейской валютой на лондонских биржах превышает объём торгов этой валютой на биржах всех европейских городов вместе взятых.
В центральном Лондоне находятся штаб-квартиры более половины из списка ста крупнейших корпораций Великобритании, составляющих индекс FTSE 100, и более 100 из 500 крупнейших компаний стран Европы. Более 70 % компаний из списка FTSE 100 расположены в пределах лондонской агломерации, а около 75 % компаний из списка Fortune 500 имеют свои головные офисы в самом Лондоне.
Одной из важнейших отраслей экономики Лондона является туризм с оборотом более 15 млрд фунтов стерлингов в год. Лондон ежегодно посещает около 27 миллионов туристов, что ставит его на второе место в Европе после Парижа по количеству туристического потока.
Лондонский морской порт, в прошлом крупнейший порт мира, сейчас находится на втором месте в Великобритании после порта Тилбери, обрабатывая до 50 млн тонн грузов в год.

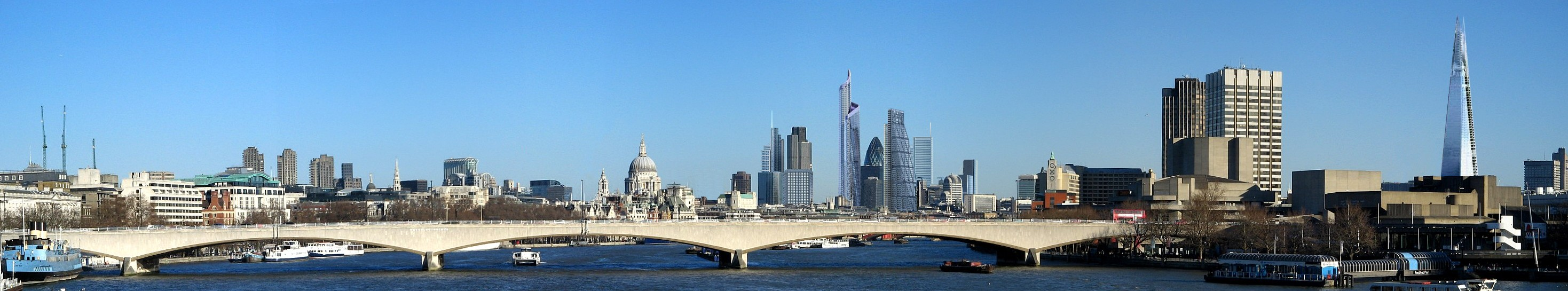
Лондон 2012 года в воображении художника